# Dendronephthya varicolor
Dendronephthya varicolor is een zachte koraalsoort uit de familie Nephtheidae. De koraalsoort komt uit het geslacht Dendronephthya. Dendronephthya varicolor werd in 1909 voor het eerst wetenschappelijk beschreven door Henderson. 